# Liste der Bodendenkmäler in Blomberg
Die Liste der Bodendenkmäler in Blomberg enthält die denkmalgeschützten unterirdischen baulichen Anlagen, Reste oberirdischer baulicher Anlagen, Zeugnisse tierischen und pflanzlichen Lebens und paläontologischen Reste auf dem Gebiet der Stadt Blomberg im Kreis Lippe in Nordrhein-Westfalen (Stand: Oktober 2022). Diese Bodendenkmäler sind in Teil B der Denkmalliste der Stadt Blomberg eingetragen; Grundlage für die Aufnahme ist das Denkmalschutzgesetz Nordrhein-Westfalen (DSchG NRW).
| Bild           | Bezeichnung                | Lage                      | Beschreibung | Bauzeit | Eingetragen seit  | Denkmal- nummer |
| -------------- | -------------------------- | ------------------------- | ------------ | ------- | ----------------- | --------------- |
|                | Hohlwegbündel              | Ostring                   |              |         | 19. November 2019 | B-1             |
| Grabhügel      | Grabhügel                  | Reelkirchen Karte         |              |         | 11. Januar 2021   | B-2             |
| BW             | Grabhügel                  | Altendonop Karte          |              |         | 11. Januar 2021   | B-3             |
| BW             | Wallanlage und Hohlwege    | Istrup und Blomberg Karte |              |         | 11. Januar 2021   | B-4             |
| BW             | Landwehr und Wartturmhügel | Blomberg Karte            |              |         | 11. Januar 2021   | B-5             |
| BW             | Siedlungsplatz             | Blomberg Karte            |              |         | 11. Januar 2021   | B-6             |
|                | Hohlwegbündel              | Blomberg                  |              |         | 11. Januar 2021   | B-7             |
| weitere Bilder | Wartturm                   | Istrup Karte              |              |         | 15. Januar 2021   | B-8             |